# Раковские
Раковские (пол. Rakowski) — дворянский род.
Мурат Раковский — опричник Ивана Грозного (1573). Дмитрий Раковской — воевода в Белой (1608).
Определением Герольдии от 20 сентября 1837 года, Александр Раковский, сын Циприана, внук Мартина Осипова, утверждён в потомственном дворянстве с правом на внесение в 6-ю часть дворянской родословной книги Подольской губернии.
Польские шляхетские роды Раковских относятся к гербам: собственному (см. рис.), Долива, Дрогомир, Гриф, Косцеша, Любич, Радван, Слеповрон, Топор, Трживдар, Бойча, Свинка, Шелига, Венява, Верушова.

## Описание герба
В червлёном щите серебряный вилообразный в концах перекрещённый крест, нижний конец слева полуперекрещённый (одно звено справа отнято). Вверху щита одна, внизу в краях у основания по одной золотой шестиконечной звезде.
Над щитом дворянский шлем с короной. Нашлемник: пять страусовых перьев: первое, третье и пятое — червлёные, остальные серебряные. Намёт: червлёный с серебром.
Герб Раковских внесён в Часть 14 Общего гербовника дворянских родов Всероссийской империи, стр. 22.

## Литература

польский герб Раковский